# Bimota YB9
La YB9 est un modèle de motocyclette du constructeur italien Bimota.
La YB9 Bellaria est présentée au salon de la moto de Paris en 1989. Elle est l'œuvre de l'ingénieur Pier Luigi Marconi.
Elle reprend le moteur quatre cylindres en ligne, quatre temps, à refroidissement liquide de la Yamaha 600 FZR. Ce moteur développe 95 chevaux à 10 500 tr/min pour un couple de 7 mkg à 8 500 tr/min. Il est alimenté par quatre carburateurs Mikuni de 38 mm de diamètre.
Le cadre est un cadre périmétrique en aluminium, identique à celui équipant la YB8. 
La fourche télescopique inversée de 40 mm de diamètre et le monoamortisseur arrière sont signés Marzocchi.
Le freinage est assuré par Brembo, avec deux disques flottants de 300 mm à l'avant et un simple disque fixe de 230 mm à l'arrière, respectivement mordus par des étriers quatre et deux pistons. 
Les jantes sont à trois branches et fabriquées par Oscam en aluminium.

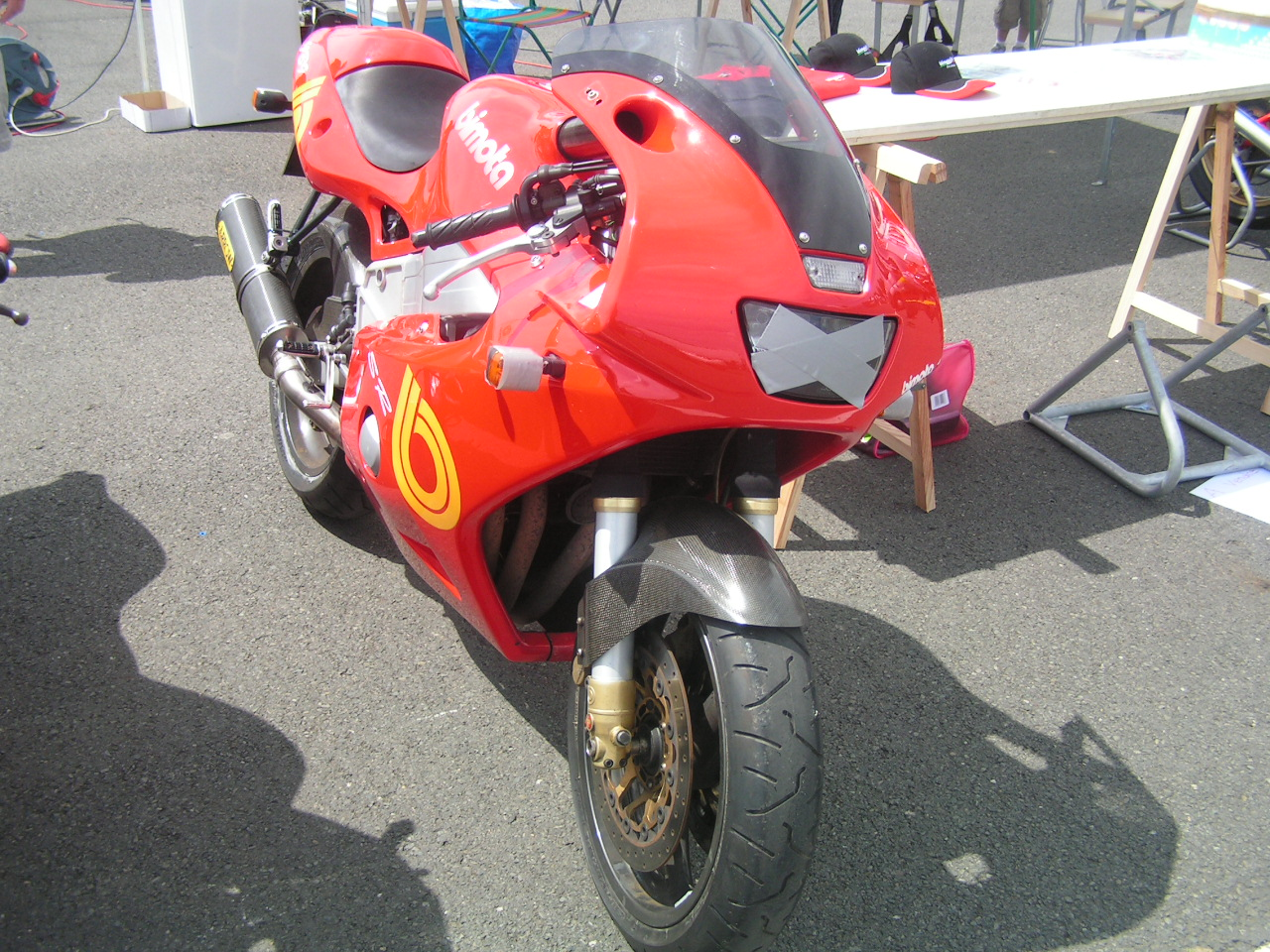
YB9 SR

La YB9 SR succède à la YB9 Bellaria en 1994. La puissance passe à 100 chevaux à 11 500 tr/min, pour un couple de 6,7 mkg à 9 500 tr/min. Il est alimenté par quatre carburateurs Keihin de 26 mm de diamètre.
Le cadre reste identique, mais la fourche et l'amortisseur sont remplacés par des éléments Païoli. Le diamètre des disques de frein avant passe à 320 mm.
Les jantes en aluminium sont désormais fabriquées chez Marchesini et sont peintes en noir. Le poids descend à 175 kg à sec.
Le prix est en baisse puisque la YB9 SR est proposée à 10 760 €.

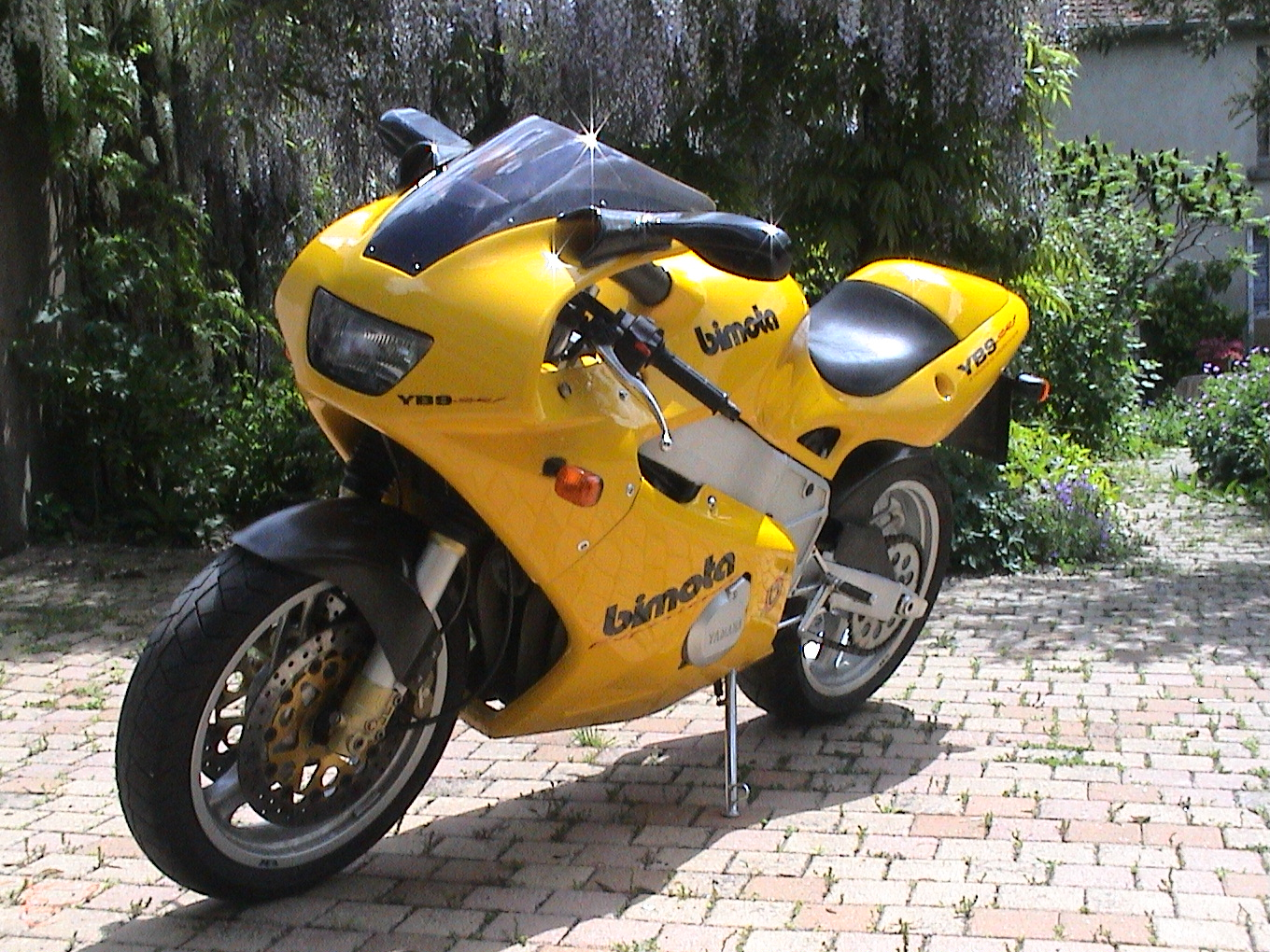
YB9 SRI

En 1995, Bimota présente au salon de Milan, la YB9 SRI. Cette machine ajoute une alimentation par injection électronique, à la place des carburateurs.
La partie cycle est conservée et la SRI ajoute une boîte à air en fibre de carbone, un phare de parking, une bulle améliorant le Cx. Le carénage est démontable en trois parties pour une manutention plus aisée.
Les jantes, toujours en aluminium, sont fabriquées par Antera et sont recouvertes d'une peinture argent.
La Bellaria est sortie à 145 exemplaires, dont 105 bleu clair, 20 bleu clair et blanc et 17 rouges. La SR est sortie à 651 exemplaires dont 506 jaunes, 119 rouges et 26 bleu foncé. La SRI est sortie à 225 exemplaires dont 120 jaunes et 105 rouges.